# یان انگلس
یان انگلس (انگلیسی: Jan Engels; ۱۱ مهٔ ۱۹۲۲ – ۱۷ آوریل ۱۹۷۲) دوچرخه‌سوار اهل بلژیک بود.